# تقلیدگر

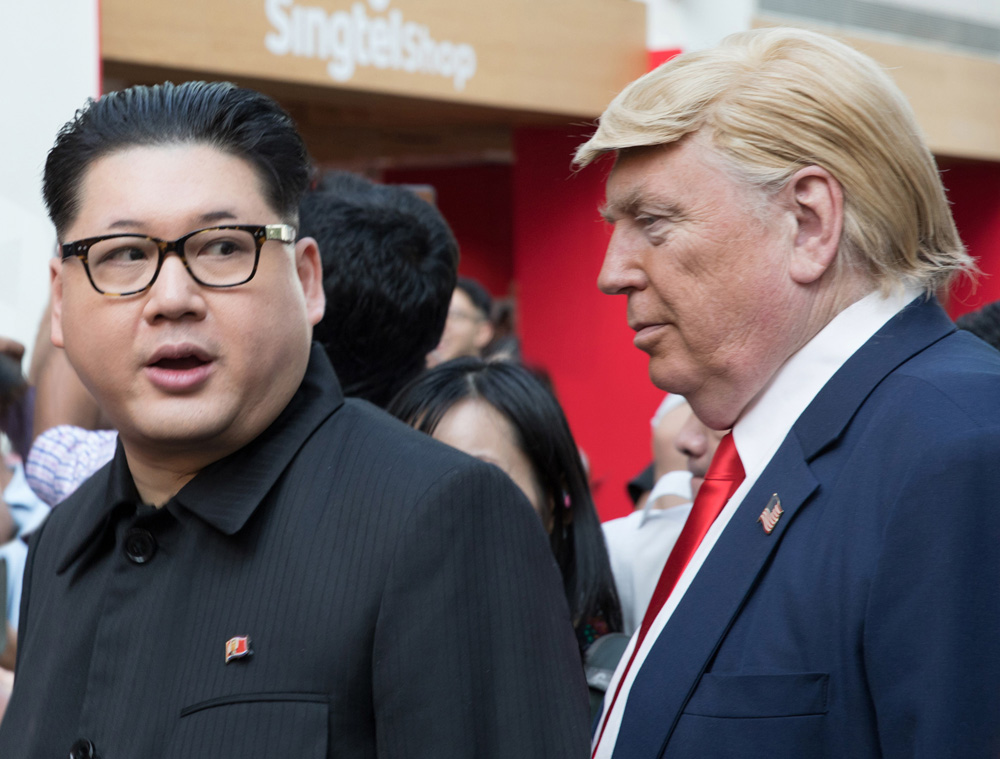
تقلیدگران کیم جونگ اون (هوارد ایکس) و دونالد ترامپ (دنیس آلن) در اجلاس سران کره شمالی و ایالات متحده سنگاپور در سال ۲۰۱۸

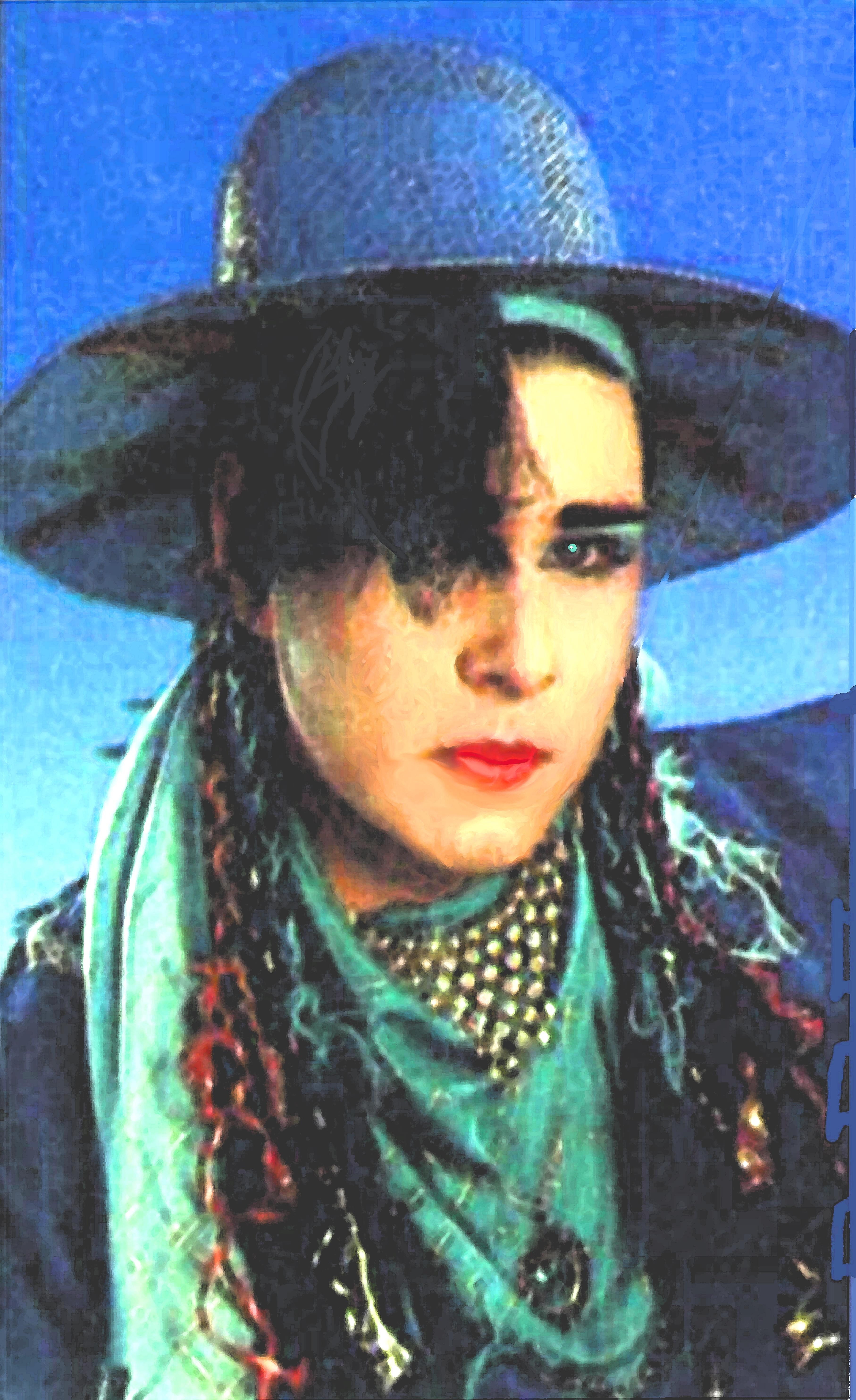
پاتریک نایت در نقش پسر جورج

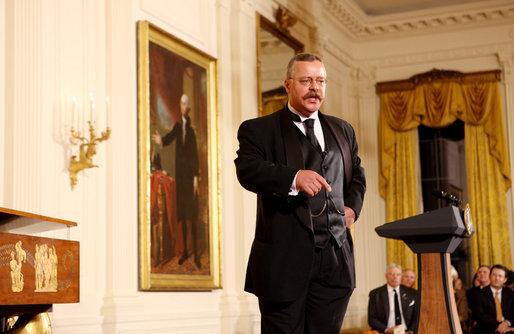
جو ویگاند تقلید تئودور روزولت در 27 اکتبر 2008 در اتاق شرقی کاخ سفید در جشن تولد 150 سالگی روزولت اجرا می کند.

تقلیدگر یا شخصیت‌دهنده (به انگلیسی: Impersonator) فردی است که رفتار، گفتار یا ظاهر شخص دیگری را برای اهداف گوناگون تقلید می‌کند. دلایل مختلفی برای تقلید از دیگران وجود دارد:
- بازآفرینی تاریخی (Living history): برخی هنرمندان با مطالعهٔ دقیق دربارهٔ شخصیت‌های تاریخی، آن‌ها را برای مخاطبان بازآفرینی می‌کنند. آن‌ها لباس و سبک گفتار آن شخصیت‌ها را اتخاذ می‌کنند و گاهی با نام «مفسر تاریخی» یا «تاریخ‌نگار زنده» شناخته می‌شوند.[۲]

- سرگرمی: برخی بدل‌کاران با تقلید از چهره‌های مشهور، مخاطبان را سرگرم می‌کنند. الویس پریسلی، مایکل جکسون و مدونا از شخصیت‌هایی هستند که بیشترین تقلیدها از آن‌ها انجام شده است.

- جرم: در برخی موارد، تقلید از دیگران برای ارتکاب جرم مانند کلاهبرداری، سرقت هویت یا مهندسی اجتماعی به‌کار می‌رود.

- استفاده در امنیت سیاسی: برخی رهبران سیاسی یا نظامی برای فریب دشمنان یا حفظ امنیت خود از بدل استفاده می‌کنند.

- ایجاد اختلاف یا فریبکاری اجتماعی: در برخی موارد، تقلید از دیگران با هدف دامن‌زدن به اختلافات اجتماعی یا سیاسی انجام می‌شود.

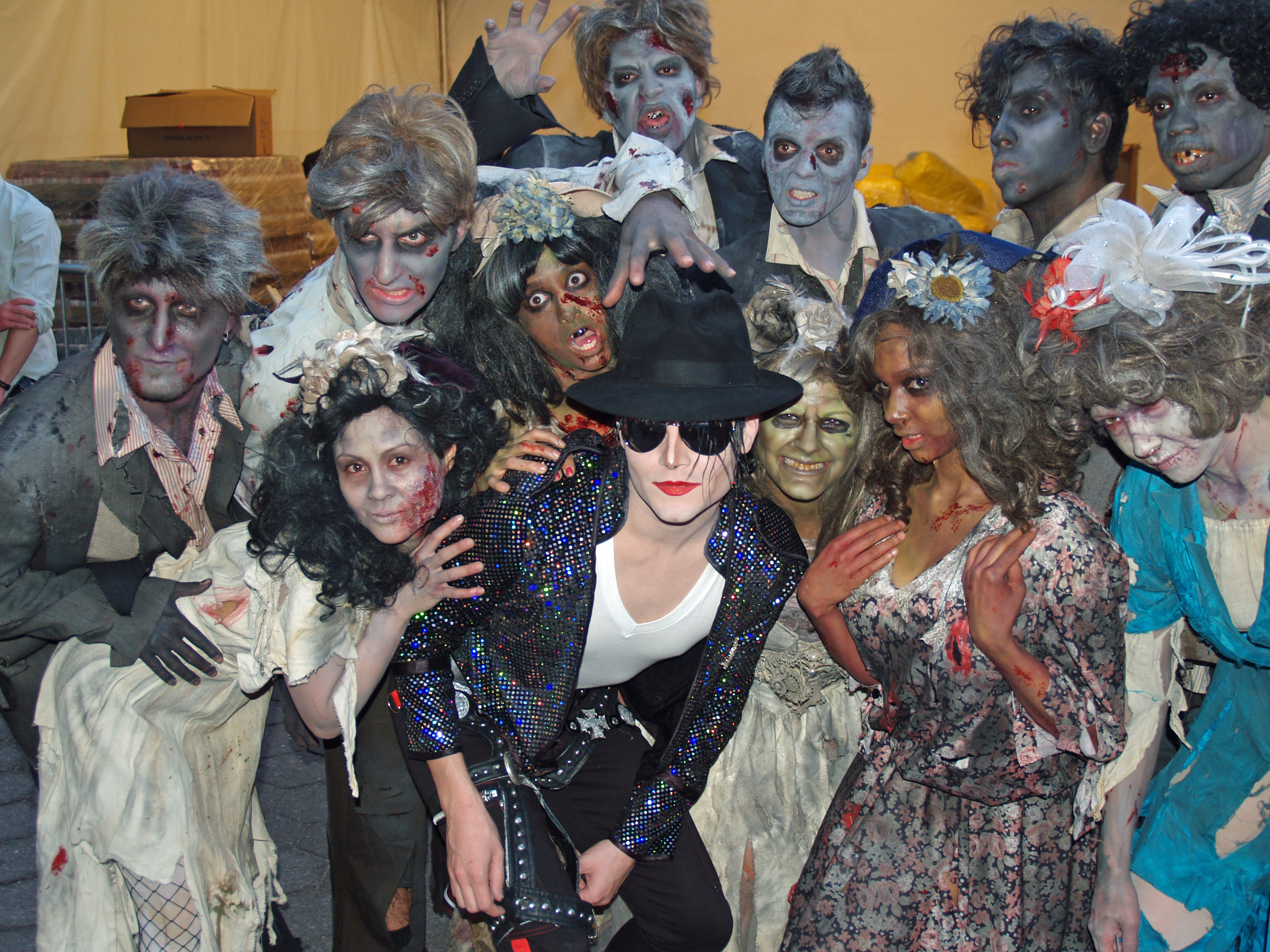
تقلید مایکل جکسون برای بیست و پنجمین سالگرد آلبوم Thriller در جشنواره فیلم ترایبکا 2008 با نوازندگانی از Step It Up و Dance.

## تقلیدگران افراد مشهور
بدل‌کاران مشاهیر کسانی هستند که شباهت زیادی به افراد مشهور دارند و با پوشیدن لباس و اتخاذ حرکات و سبک گفتار آنان، آن‌ها را تقلید می‌کنند. این افراد معمولاً به‌عنوان «شبیه‌خوان»، «شبیه‌نما»، «تقلیدگر» یا «هنرمند ادای احترام» شناخته می‌شوند.
تقلید از الویس پریسلی از نمونه‌های معروف در این زمینه است. ادوارد ماس در فیلم‌ها و برنامه‌های تلویزیونی نقش مایکل جکسون را ایفا کرده‌است.
بدل‌های تام جونز نیز در کشورهای مختلف، از آمریکا گرفته تا جنوب شرق آسیا و بریتانیا، فعالیت دارند و از نظر صدا و حرکات، او را تقلید می‌کنند.

## تقلیدگری جنایی
در انگلستان و ولز، طبق قانون اصلاح فقرای سال ۱۸۵۱، جعل هویت در انتخابات جرم محسوب می‌شود. در پروندهٔ معروف Whiteley v Chappell (۱۸۶۸)، دادگاه با تفسیر لغوی قانون به این نتیجه رسید که فرد مرده «شخصی دارای حق رأی» نیست، بنابراین فرد متهم تبرئه شد.
در کلرادو، مهاجری که از شمارهٔ تأمین اجتماعی فرد دیگری استفاده کرده بود به جعل هویت متهم شد، اما برخی دادگاه‌ها حکم دادند که اگر این کار موجب ضرر به فرد دیگر نشده باشد، ممکن است جرم محسوب نشود.

### بدل‌کاری با استفاده از فناوری دیپ‌فیک
دیپ‌فیک صوتی در کلاهبرداری‌ها مورد استفاده قرار گرفته‌اند. در سال ۲۰۱۹، مدیرعامل یک شرکت انرژی در بریتانیا با استفاده از تماس تلفنی که از طریق تقلید صدای رئیس شرکت مادر انجام شده بود، مبلغ ۲۲۰٬۰۰۰ یورو به یک حساب منتقل کرد، در حالی‌که تماس جعلی بوده است.
در سال ۲۰۲۳، با ترکیب فناوری دیپ‌فیک صوتی و ابزارهای هوش مصنوعی مولد، کلاهبرداری‌های جدیدی با تقلید صدای دوستان یا بستگان قربانیان گسترش یافته است.